# Plage Caraïbe
La plage Caraïbe ou anse Caraïbe, est une plage de sable située au sud de la commune de Pointe-Noire, en Guadeloupe.
L'anse Caraïbe s'étend de la pointe Mahaut au sud à la pointe Botrel au nord. 

## Géographie
S'étendant sur environ 900 m mais coupée par la rivière Grande Plaine, ce qui rend toute une partie de la plage, nommée Anse de la Grande Plaine, non accessible, le plage Caraïbe est essentiellement une plage de galets, laissant, selon les mouvements, quelques parcelles, parfois, de sable roux. Aménagée avec douches, carbets et parking, il s'agit d'un lieu fréquenté et touristique qui offre de nombreux restaurants et cafés.
Elle se trouve au nord de l'embouchure de la rivière Grande Plaine, longue de 8 km, qui prend sa source au Morne à Louis, traverse le territoire de Pointe-Noire (après avoir franchi le saut de l'Acomat) et se jette dans l'Anse de la Grande Plaine.

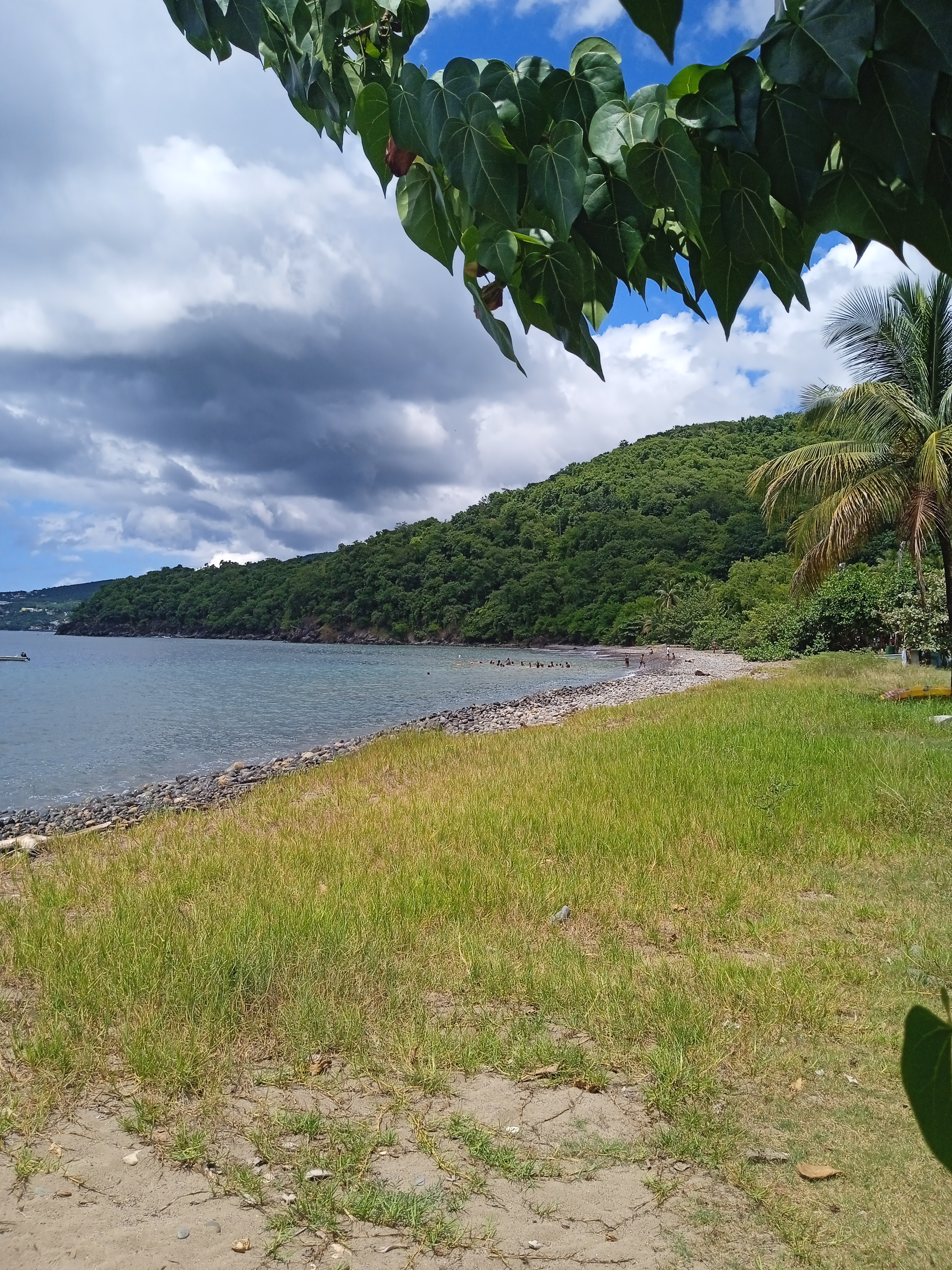
Anse Caraïbe
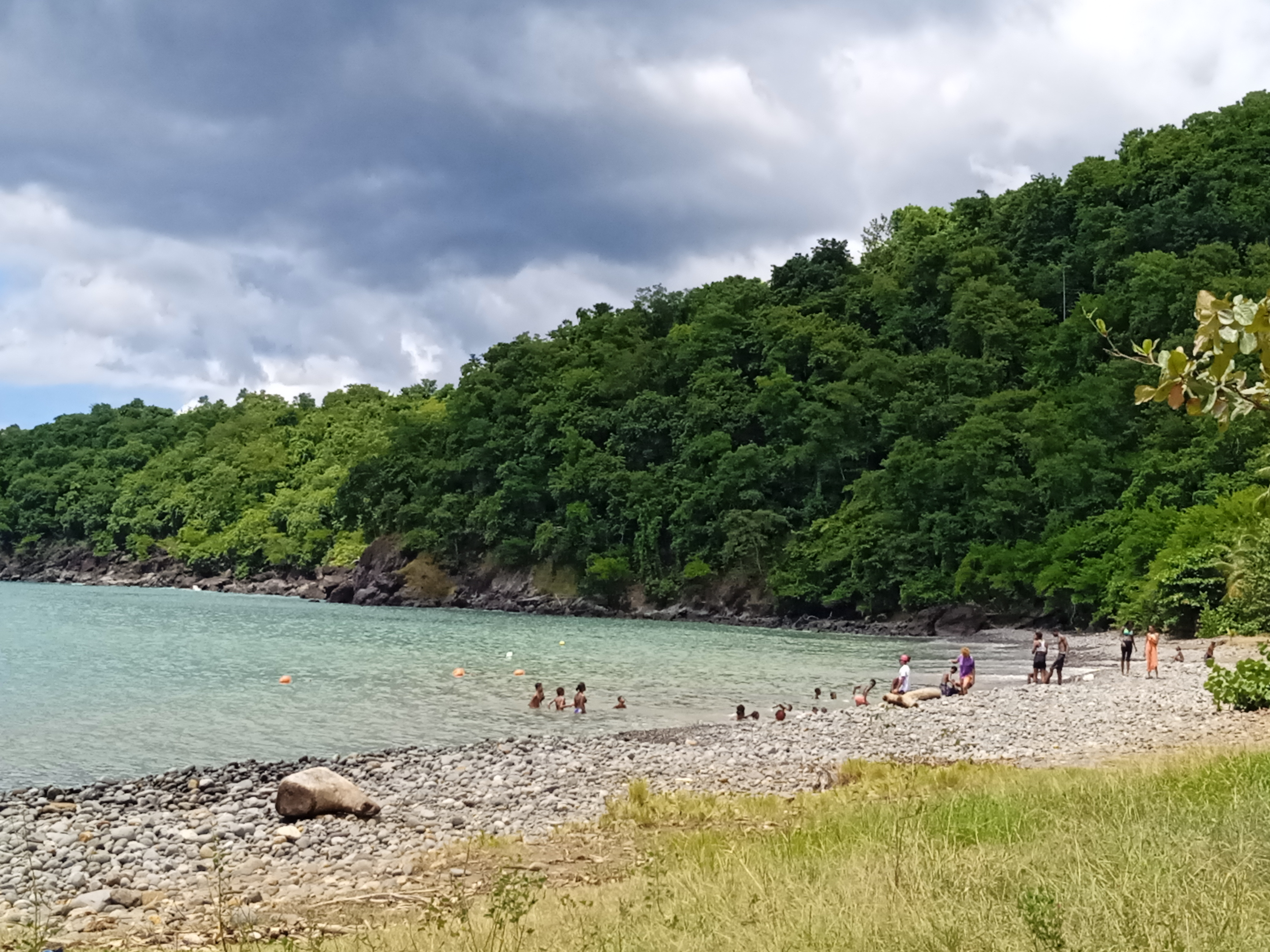
Plage Caraïbe